# Mar de Espanha
Mar de Espanha este un oraș în Minas Gerais (MG), Brazilia.